# Misterele Bucureștilor
Misterele Bucureștilor este un film românesc din 1983, regizat de Doru Năstase. El este cel de-al treilea film din seria Mărgelatu. Rolurile principale sunt interpretate de actorii Florin Piersic, Marga Barbu, Szabolcs Cseh, Jean Constantin, Ion Besoiu, George Motoi și Ion Dichiseanu.
Acțiunea filmului se petrece în Muntenia, în perioada de dinaintea Revoluției de la 1848. Acest film prezintă plănuirea de către mai multe tabere a unei revoluții pentru detronarea domnitorului Gheorghe Bibescu (1842-1848) și începerea revoltelor populare în București.

## Rezumat
După aducerea în țară a armelor cumpărate cu banii obținuți pe odoarele boierului Stroe Grădișteanu, acțiunea din filmul Misterele Bucureștilor se mută în orașul București. Filmul începe cu aducerea armelor în oraș de către Mărgelatu (Florin Piersic) și oamenii lui. Armele trebuiau ascunse la Moara Boarilor, dar Buză de Iepure (Szabolcs Cseh) îi aduce la cunoștință lui Mărgelatu informația că morarii erau oamenii Agiei. În lupta care are loc, Mărgelatu este rănit, dar reușește să fugă cu căruțele în care se aflau armele, în timp ce Buză de Iepure este prins. Acuzat de trădare, Buză de iepure este pe cale să fie omorât de obștea calicilor (din care făcea parte), dar este salvat în mod misterios de vrăjitoarea Strigoaia.
În Bucureștiul din preajma Revoluției de la 1848, „Frăția” (din care făceau parte, printre alții, C.A. Rosetti, Cezar Bolliac, Ion Heliade-Rădulescu și Alexandru G. Golescu - Arăpilă) intenționează să-l convingă pe domnitorul Gheorghe Bibescu (1842-1848) (interpretat de Ion Besoiu) să aprobe o serie de reforme pentru îmbunătățirea situației materiale a populației. În același timp, o grupare de boieri în frunte cu boierul Costache Șuțu (Teofil Vâlcu) și cu fiul său vitreg, Aristide (Ovidiu Iuliu Moldovan) – care se trage din familia Mavrogheni –, încearcă să se folosească de acțiunile „Frăției” pentru a pune ei mâna pe conducerea Țării Românești.
În timpul în care cele două tabere fac planuri, orașul este condus din umbră de vrăjitoarea Strigoaia, starostele obștii calicilor (din care fac parte hoții și cerșetorii). Ea încasează taxe de protecție de la negustori, pune la cale omoruri și șantajuri și mituiește oamenii Agiei. Obștea plănuiește omorârea lui Mărgelatu, dar acesta află de plan de la Mârtac (Ion Dichiseanu) și scapă cu viață.
Tabăra boierului Șuțu plănuiește un atentat asupra domnitorului Gheorghe Bibescu, iar în acest scop solicită obștii calicilor să le pună la dispoziție un om, cel ales fiind Buză de Iepure. Ca urmare a informației oferite de italianul Vincenzo Gonfalone (David Ohanesian), soțul Agathei, Mărgelatu află de atentat, îl comunică „Frăției” și reușește apoi să-l dejoace. El îi salvează astfel viața lui Buză de Iepure. Apelând la sprijinul Elisaftei, cumnata locotentului Deivos (Enikõ Szilágyi), pe care o curta Mărgelatu, acesta din urmă este prins de obștea calicilor și închis într-o pivniță.
Dările mari cerute negustorilor determină o revoltă spontană în oraș, iar mai mulți oameni ai „Frăției”, dar și cerșetori, sunt arestați de Agie. Domnitorul dispune arestarea Strigoaiei, care fuge și-l eliberează pe Mărgelatu. Strigoaia adună pe membrii obștei calicilor în fața porților închisorii, cerând eliberarea celor arestați. Lor li se adaugă și Mărgelatu, care solicită eliberarea membrilor arestați ai „Frăției”. Au loc lupte, dar Agia intervine cu tunurile și înăbușește răzmerița. Într-un act de vitejie, Buză de Iepure este ucis. Mărgelatu și Strigoaia, împreună cu alți revoluționari, sunt arestați. La final, Strigoaia își scoate masca și se arată a fi Agatha Slătineanu (Marga Barbu). Ea îi spune lui Mărgelatu că Buză de Iepure (pe numele său real Benedetto) este fiul ei și al lui Gonfalone.

## Distribuție
- Florin Piersic — Mărgelatu
- Szabolcs Cseh — Buză de Iepure (menționat Cseh Szabolcs)
- Marga Barbu — Strigoaia/Agatha Slătineanu
- Ion Besoiu — domnitorul Gheorghe Bibescu
- Traian Stănescu — aga Villara
- George Motoi — lt. Deivos, membru al „Frăției”
- Jean Constantin — profesorul Aurică
- Ion Dichiseanu — Mârtac, membru al „Frăției”
- Olga Delia Mateescu — Aspasia Șuțu, sora Agathei și soția lui Costache Șuțu
- Ion Marinescu — C.A. Rosetti, membru al „Frăției”
- Ovidiu Iuliu Moldovan — Aristide Mavrogheni, fiul vitreg al boierului Costache Șuțu
- Costel Constantin — Mincioagă, omul Strigoaiei
- Enikõ Szilágyi — Elisafta, cumnata lt. Deivos și logodnica lui Aristide
- Constantin Dinulescu — mitropolitul Țării Românești
- Teofil Vâlcu — boierul Costache Șuțu, pretendent la domnie
- David Ohanesian — cântărețul de operă Vincenzo Gonfalone, soțul Agathei
- Mihai Mereuță — țăranul Oseacă, membru al „Frăției”
- Ioana Pavelescu — Marițica Ghica, ibovnica lui Bibescu
- Vasile Nițulescu — părintele Ghedeon
- Dinu Ianculescu — agentul diplomatic turc Tala'at
- Victorița Dobre-Timonu — Evdochia, gospodina boierului căruia i se taie pomul
- Anca Szönyi — Aneta lui Barbărasă din Delea Veche
- Angela Ioan — boieroaica tânără și blondă de la terasă
- Radu Dunăreanu — Cezar Bolliac, membru al „Frăției”
- Ion Henter — negustorul Pavlică Burlui
- Alexandru Vrancea
- Ion Cocieru
- Andrei Bursaci — omul Strigoaiei
- Nuni Anestin — cioclu, omul Strigoaiei (menționat Ion Anestin)
- Cornel Ciupercescu — boierul Nicolae Bălcescu, membru al „Frăției”
- Traian Petruț
- Valentin Teodosiu — boierul căruia i se taie pomul
- Claudiu Istodor — boierul tânăr cu ochelari de la terasă
- Mihai Verbițchi — membrul tânăr al „Frăției” nedumerit de ce conjurații citesc lista persoanelor ce trec prin București
- Carmen Tănase
- Răzvan Popa
- Constantin Cotimanis (menționat Constantin Cotimani)
- Adrian Păduraru — membru tânăr al „Frăției”
- Adrian Ștefănescu — Caraliu, cioclu, omul Strigoaiei
- Viorel Plăvițiu — Chihaia, fiul boierului Chihaia „Roade-mult”, complotist din anturajul boierului Costache Șuțu
- Paul Fister
- Costache Diamandi — negustorul Mihalache Căpățână de la Sf. Nicolae Șelari (nemenționat)
- Dumitru Crăciun — bărbat bărbos de la Moara Boarilor (nemenționat)

## Personaje principale
În acest film este dezvăluită o parte din viața lui Mărgelatu. El a făcut parte, pe când avea 20 de ani, din Eteria. După lupta de la Drăgășani în care eteriștii au fost învinși de otomani, supraviețuitorilor li s-a dat o pastilă de otravă pentru a nu fi prinși vii. Mărgelatu și Aristide au refuzat să ia otrava: primul a afirmat că era prea tânăr pentru a muri și a fost laș, în timp ce al doilea a spus că era os de domn (provenea din familia Mavrogheni) și ar fi putut să ajungă domnitor.
De asemenea, se dezvăluie și faptul că Buză de Iepure este fiul lui Vincenzo Gonfalone și al Agathei Slătineanu. Numele său real, Benedetto, este rostit la un moment dat de Gonfalone.
La finalul filmului, Buză de Iepure a fost împușcat de oamenii Agiei. El a fost „înviat” în următorul film din serie, ca urmare a popularității dobândite și a cascadoriilor sale. „Toată lumea a fost la pământ cand l-a omorât pe Sobi. L-au înviat de gura lumii, pentru că l-au îndrăgit cucoanele, îl iubeau ca bărbat. A fost nebunie”, a afirmat Marga Barbu. 

## Producție

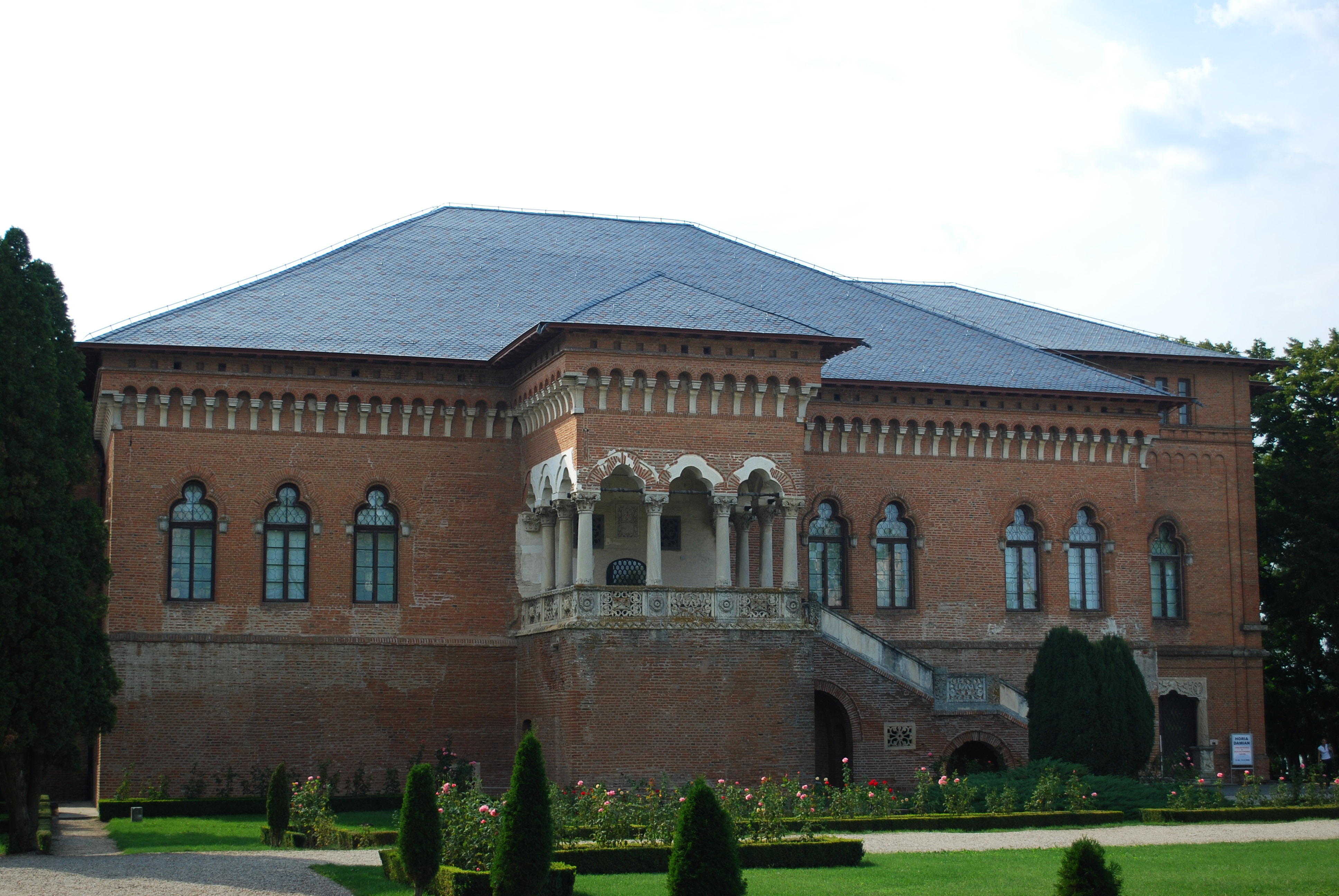
Palatul Mogoșoaia, locul de unde Buză de Iepure încearcă să-l împuște pe Bibescu

Scenariul filmului a fost scris de Eugen Barbu și Nicolae Paul Mihail. Romancierul Eugen Barbu era autorul scenariilor celor șase filme din seria Haiducii (1966-1971), pe care le-a scris în colaborare cu Mihai Opriș (toate filmele), cu Nicolae Paul Mihail (primul film) și cu Dinu Cocea (filmele 2, 3 și 6). Filmele din seria Haiducii au avut parte de un mare succes la public, iar Eugen Barbu a scris, împreună cu Nicolae Paul Mihail, scenariile pentru alte șase filme dintr-o serie nouă, denumită seria Mărgelatu.
Filmul a fost realizat în studiourile Centrului de Producție Cinematografică București. Pe post de consultanți au activat lt. col. N. Ucrain (consilier militar) și prof. Szabolcs Cseh (consilier de lupte).
Misterele Bucureștilor a fost ultimul film din seria Mărgelatu, care a fost regizat de Doru Năstase. Regizorul a murit la 29 aprilie 1983, cu o zi înainte de manifestarea de 1 Mai din 1983, al cărei organizator era. În acea noapte a primit un telefon de la partid să modifice toată derularea manifestării; el s-a panicat din cauza lipsei de timp și a făcut infarct. Premiera filmului a avut loc la 12 septembrie 1983, după decesul prematur al regizorului.

## Recepție
Filmul Misterele Bucureștilor a avut parte de un mare succes la public, fiind vizionat de 4.693.759 de spectatori la cinematografele din România, după cum atestă o situație a numărului de spectatori înregistrat de filmele românești de la data premierei și până la data de 31.12.2007 alcătuită de Centrul Național al Cinematografiei. 

### Premii
Inginerul Silviu Camil a fost distins în anul 1983 cu Premiul pentru coloană sonoră al Asociației Cineaștilor din România (ACIN) pentru activitatea sa la filmele Întoarcerea din iad și Misterele Bucureștilor. 

### Recenzii critice
Analizând acest film, criticul Ioan Lazăr observă o mutare a accentului de la aventurile personajului principal Mărgelatu și a rivalei sale feminine, Agatha, către „fresca unei epoci, tabloul ei vivant, tulburător și deosebit de cinematografic”, lărgind unghiul de vedere al situației politice din anii de dinaintea Revoluției de la 1848 prin introducerea unui complot de culise orchestrat de fauna interlopă din mahalale. Este introdus în prim plan un personaj nou, Buză de Iepure, care apăruse pentru o secvență scurtă în Trandafirul galben, care știe să apară la timp și ale cărui cascadorii au mare efect. („În locul scuipătorului de semințe, al flegmaticului cavaler al cauzelor în aparență pierdute, dar câștigate prin iscusință și curaj, jucat, cum știm, cu alura lui „dumas”-iană de Florin Piersic, în avem pe „Buză de Iepure”, interpretat, la rândul lui, de un cascador cum nu avem prea mulți, Cseh Szabolcs.”) Lazăr evidențiază decorurile și costumele care „accentuează ambianța de crepuscul ori de voluntarism de paradă al unor scene”, calitatea imaginii lui Ion Anton, muzica lui George Grigoriu „cu ritmurile ei lejere”, recitalul lui David Ohanesian și rolul secundar al lui Jean Constantin. Concluzia criticului este următoarea: „Tabloul politic este asortat cu episoade cavalerești ori mondene, cu narațiuni dialogate, cusute în ața emotivă a confesiunii, cu suspans de o violență trucată, cu replici rostite într-o românească îndelung arhaizată. Filmul este al unui bun profesionist, pregătit și dăruit genului. O fantezie verosimilă despre o epocă amestecată. Ideea politică îți menține pregnanța, deși pe carnația ei parazitează câteodată desuetudini ce vin în consens cu gustul tare al epocii.” 
Criticul Tudor Caranfil a dat filmului două stele din cinci și a făcut următorul comentariu: „Pe fundalul febrilelor pregătiri ale revoluției și coloratei lumi interlope, Agatha izbutește să-l atragă pe Mărgelatu în pivnița „Curții cu miracole”, de unde manevrează cerșetorii și vagabonzii orașului și asediază Agia. Continuarea Trandafirului galben pe un scenariu de Eugen Barbu și Nicolae Paul Mihail, episod în care se dovedește că Bot-de-iepure este un biet copil lepădat, că deși Agatha îl dușmănește pe Mărgelatu, tocmai ea îi salvează viața, că „taxele de protecție” existau și în mahalaua calicilor de acum două secole și alte „mistere” traduse din literatura vetustă de gen în ample compoziții policrome și previzibile „lovituri de teatru”. „Politichia”, însă, nu prea le priește autorilor, fiindcă prea sună a discurs oficial. „Puterile care ne înconjoară abia așteaptă să greșim”, îi avertizează Bibescu pe capii „Frăției” gata de zaveră, nu altfel decât o făcea, în anii '80, Ceaușescu cu dizidenții epocii sale „de aur”.” 

## Galerie
Locuri de filmare

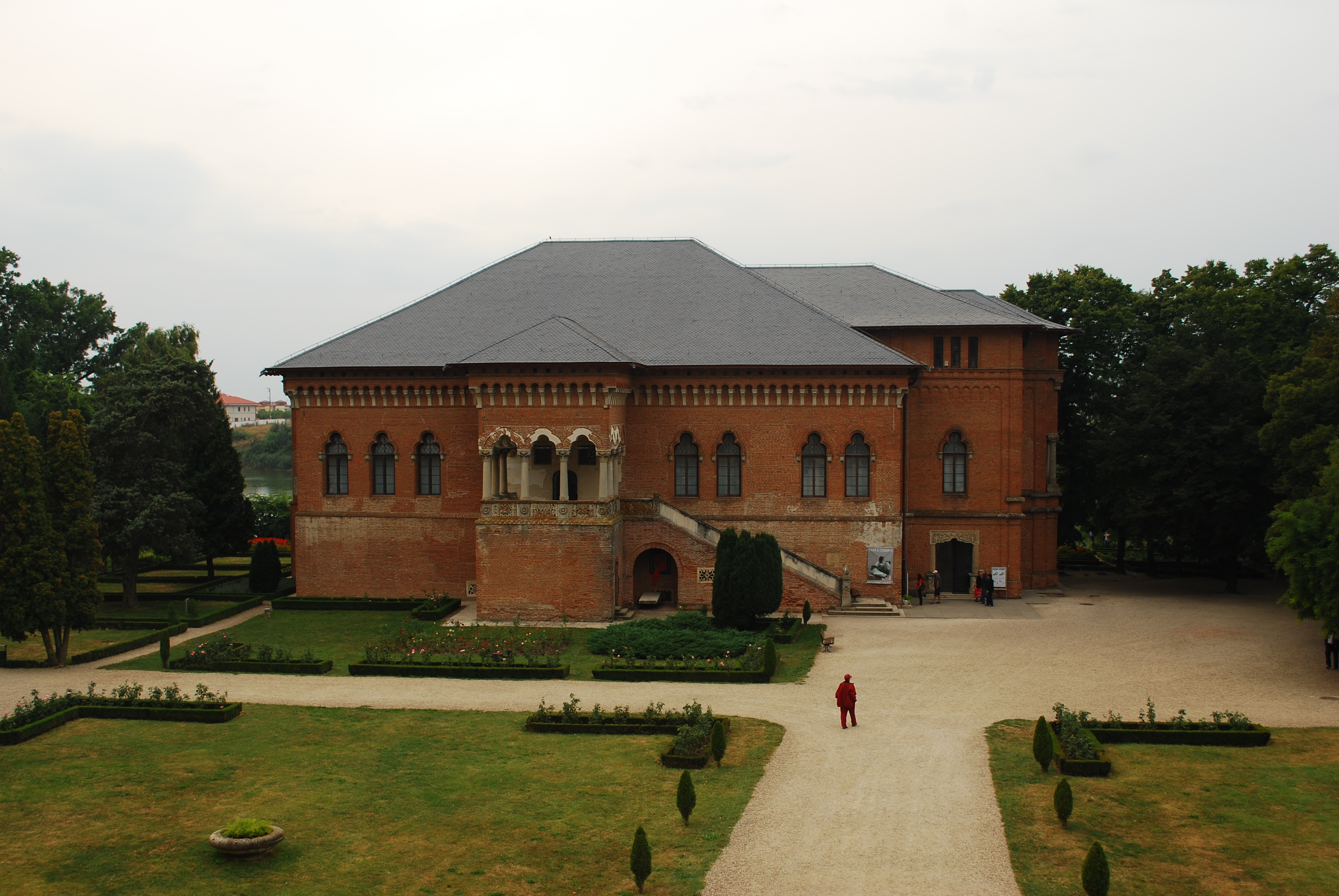
Palatul Mogoșoaia
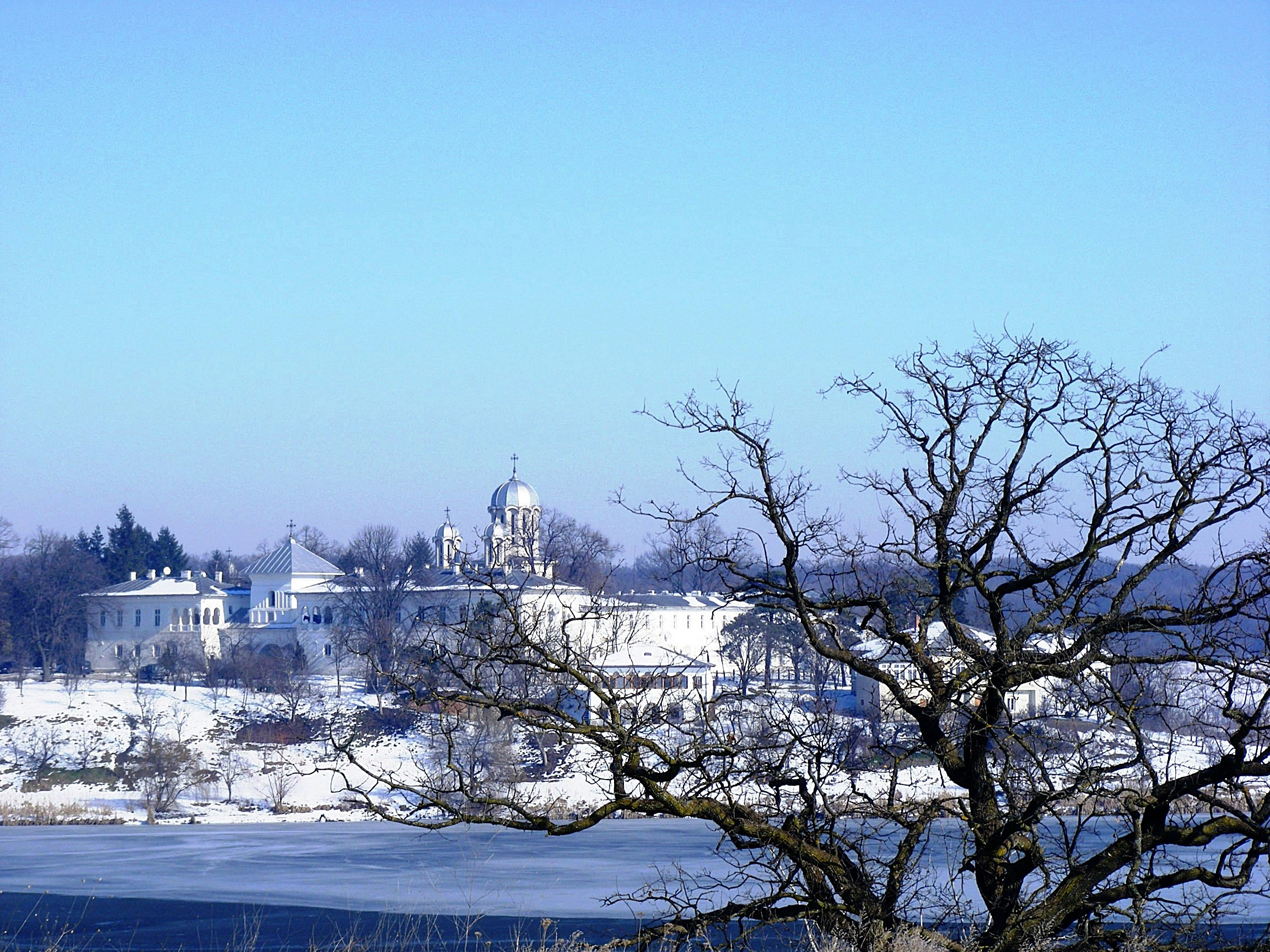
Mănăstirea Căldărușani